# Kajruván
Kajruván (arabsky القيروان‎, Al Qairawān) je vnitrozemské město v Tunisku, hlavní město stejnojmenného guvernorátu, asi 50 km jihozápadně od přístavního města Súsy. Ve městě žije přibližně 187 tisíc obyvatel a bylo tak čtvrtým největším tuniským městem. Zdejší mešita je jedním z nejvýznamnějších islámských poutních míst. Staré město bylo v roce 1988 zařazeno na seznam Světového dědictví UNESCO.

## Etymologie
Název města je příznačný poloze města uprostřed pouště. Pochází z perského názvu karvan, v češtině můžeme volně přeložit jako karavan nebo karavanseráj – tedy místo odpočinku určené pro karavany.

## Historie

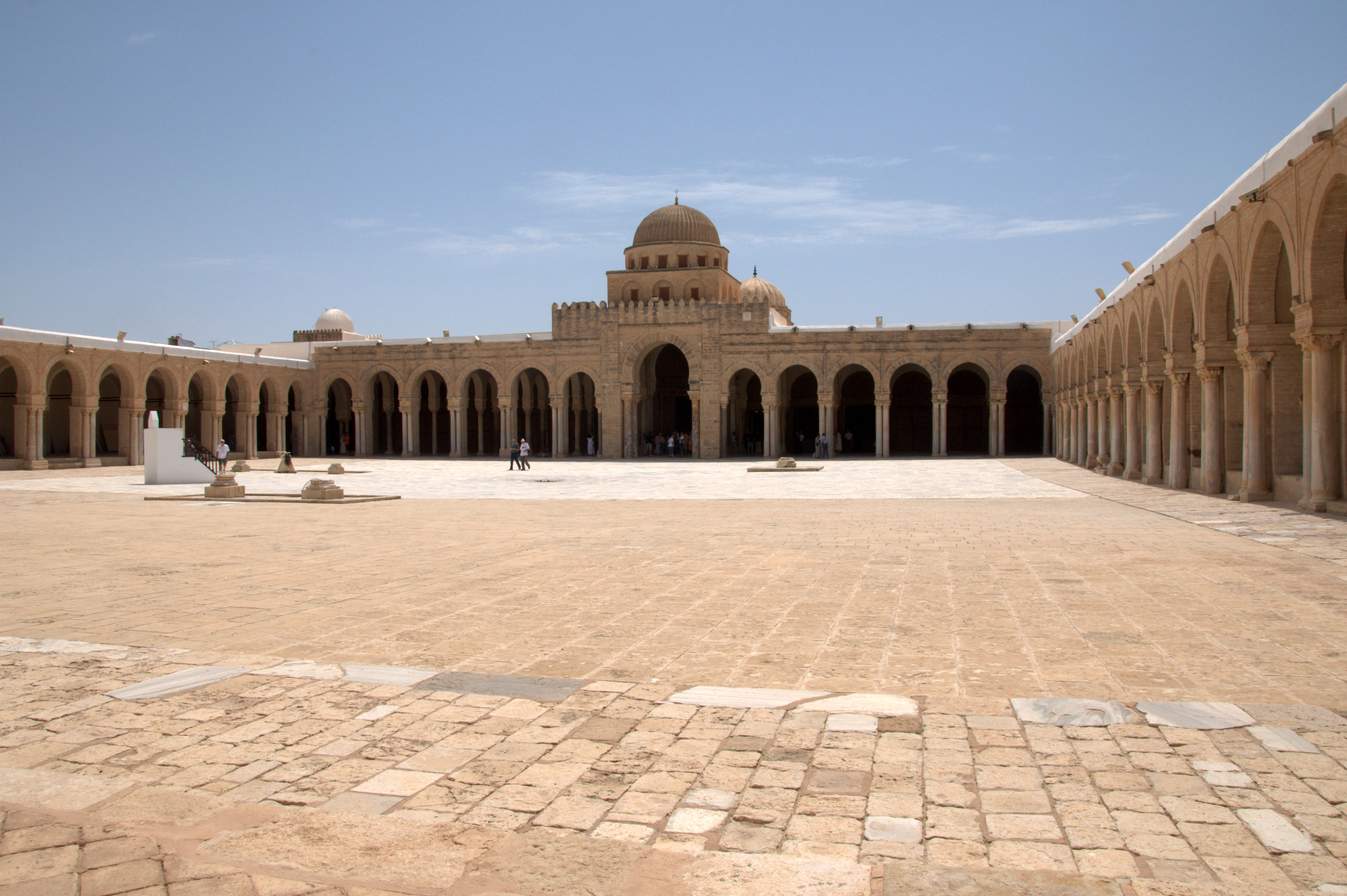
Nádvoří Velké mešity

Město bylo založeno kolem roku 670 arabským generálem Okbou ibn Nafi jako základna pro jeho armáda na místě, kde dříve stávalo byzantské město Kamounia. Bylo položeno daleko od pobřeží, a tak odolalo pohodlně nájezdům Berberů, s kterými Arabové bojovali. Za vlády Mu'ávija I. (661–680) se město stalo vedle Mekky a Mediny cílem poutí mnoha muslimů a bylo jedním z nejvýznamnějších center vyznavačů koránu. Po dobytí Berbery v roce 745 sláva města upadala, ale po opětovném dobytí Araby v čele s Ibrahimem I. ibn al-Aghlab město prožilo svůj zlatý věk pod vládou Aghlabidské dynastie, která ovládala území Ifriqiye od roku 800.
Dynastie Aghlabidů založila ve městě Okbovu mešitu s univerzitou, která měla v 9. století velký význam pro celý islámský svět. Ve městě byli koncentrováni nejvýznamnější arabští učenci koránu i jiných věd.
Dynastii Aghlabidů nahradila u moci šíitská Fátimovská dynastie po vojenském převratu roku 909. Brzy své hlavní sídlo přemístila do Mahdii k mořskému pobřeží. Ziridská dynastie, která byla Fátimovské dynastii vazaly, svým sídlem toto město opět určila. Roku 1045 ovšem tato dynastie konvertovala k sunnitskému islámu a po útoku fátimovského chalífy bylo město roku 1057 zničeno.
Ve 13. století za vlády berberským Hafsidů město opět povstalo z trosek a rozkvět pokračoval i za vlády tuniských Husainidů. Roku 1881 přešla správa města do rukou Francie.

## Památky
Symbolem města je Velká kajruvánská mešita postavená k poctě zakladatele města Okby ibn Nafi. Některé zdroje uvádí, že sedm poutí do této mešity se vyrovná jedné pouti do Mekky. Město je považováno odborníky za čtvrté nejsvětější místo islámu. Dalšími mešitami ve městě je například mešita Tří bran nebo mauzoleum Sidiho Sahaba.

## Zajímavosti
- Město je pyšné na obří Aghlabovské nádrže s pitnou vodou, které se nacházejí poblíž města.
- V roce 1914 město navštívili Louis Moilliet, Paul Klee a August Macke. Pro vývoj Kleeovy malby měl zdejší pobyt zásadní význam.
- Ve městě se také odehrávaly scény z Káhiry ve filmu Indiana Jones a dobyvatelé ztracené archy.
- Město je známo výrobou typicky tuniských sladkostí.
- Každoročně se ve městě koná festival súfismu.
- Společně s Mekkou, Medinou a Jeruzalémem, patří Kajruván k tzv. Svatým místům islámu.